# Дом културе „Стеван Мокрањац” Неготин
| Дом културе „Стеван Мокрањац” Неготин |                                          |
|                                       |                                          |
| Оснивач:                              | Општина Неготин                          |
| Основана:                             | 1995.                                    |
| Седиште:                              | Трг Ђорђа Станојевића 5 · Неготин Србија |
| Веб презентација                      | Дом културе „Стеван Мокрањац” Неготин    |

Дом културе „Стеван Мокрањац” у Неготину, јавна је установа културе, основана је октобра 1995. године, са превасходним циљем да задовољи потребе грађана општине Неготин у области културе.
Припајањем тадашњег Радничког Универзитета и до тада самосталне Установе „Мокрањчеви дани”, 2003. године Дом културе знатно је проширио своју делатност тако да је данас у надлежности ове Установе углавном све оно што се назива културним животом једног града. Поред организовања Фестивала „Мокрањчеви дани“, Дом културе „Стеван Мокрањац бави се позоришном, музичком, ликовном, аматерском, издавачком и образовном делатношћу, као и приказивањем филмова.
Дом културе располаже салом за музичко сценске програме капацитета 570 места, галеријским и пословним простором.